# گذرنامه زیمبابوه‌ای
گذرنامهٔ زیمبابوه‌ای یک مدرک سفر بین‌المللی است که توسط کشور زیمبابوه صادر می‌شود و بنا بر داده‌های سال ۲۰۲۳، دارندگان آن می‌توانستند به ۶۶ کشور دیگر بدون دریافت ویزا سفر کنند یا ویزا را در بدو ورود دریافت نمایند. این گذرنامه بر اساس رتبه‌بندی شاخص گذرنامهٔ هنلی در سال ۲۰۲۳ در رتبهٔ ۷۹ قرار داشت.